# Dionigi Naldi
Dionigi Naldi (* 1465 in Brisighella; † 1510 in Venedig) war ein italienischer Condottiere; er diente mit seiner Söldnertruppe im Dienste der Republik Venedig.

## Das Geschlecht der Naldi

Wappen der Familie Naldi

Die Naldi waren ein altes Geschlecht, das ursprünglich aus Ungarn stammte, wahrscheinlich aus der Gegend von Balaschi (oder Balassi), woher sie auch ihren Namen hatten. Sie kamen im Jahre 996 nach Italien, im Gefolge von Kaiser Otto III. von Sachsen, der Babone und seinem Neffen Chino die befestigte Burg von Vezzano (oder Vecciano) im Senio-Tal an der Verbindungsstraße zwischen der Romagna und der Republik Florenz überließ.

Deshalb trägt das Familienwappen die ungarische Trikolore und eine eiserne Hand, die einen Busch („vecce“) hält. Den Namen Naldi nahm die Familie bereits um das Jahr 1000 an, nach Naldo, einem deutschen Helden.
Später (1180) wurde die Burg von Vezzano zerstört und von der Familie verlassen. Um 1300 wurde die Burg von Vezzano von der Familie wieder aufgebaut. Die Burg der Familie Naldi befand sich oberhalb von Tebano (ein Dorf 4 km von Castel Bolognese entfernt).

## Leben
Dionigi war der Sohn von Giovanni Naldi und Violante di Lozzano. Er heiratete Dianora Valgimigli, die ihm zwei Töchter gebar.
1492 gründete Dionigi zusammen mit seinen Vettern Vincenzo (1466–1525) und Carlino († 1515) die Söldnertruppe „Brisighelli“. Diese militärische Formation operierte zwischen 1492 und 1496 im Dienste von Ferdinand I. von Neapel und Aragon gegen Karl VIII. von Frankreich und später gegen Caterina Sforza, die Herrin von Imola und Forlì.

Dionigi war Hauptmann der Festung von Imola zur Zeit des Angriffs eines guelfischen Heeres unter Cesare Borgia (November–Dezember 1499). Nach dem Fall der Festung trat Dionigi in die Dienste Borgias.
Nach dem Tod von Papst Alexander VI. im Jahr 1503 und dem Niedergang der Macht von Cesare stellte sich Dionigi in den Dienst der Republik Venedig und veranlasste diese, eine Eroberungspolitik in der Romagna zu verfolgen: Er zog von Ravenna durch das Lamone-Tal nach Faenza und dann nach Brisighella, wo die Venezianer im November 1503 einmarschierten.
Im Jahre 1506 erwarb er von der Serenissima den Turm von Calamello (in der Nähe von Brisighella) und den damit verbundenen Titel Signore. 1508 trat Venedig in den Krieg gegen Kaiser Maximilian I. von Habsburg ein. Dionigi nahm an der „Schlacht am Rio Secco“ teil, aus der die Venezianer als Sieger hervorgingen.

Im Jahr 1509 kämpfte er gegen die Truppen der Liga von Cambrai, insbesondere in den Schlachten von Treviglio und Agnadello, und zeichnete sich stets durch Tapferkeit und Geschick aus. Am 17. Mai 1509 wurde er zum Hauptmann der venezianischen Infanterie ernannt.
Er starb 1510 im Alter von 46 Jahren in Venedig. Er wurde in der Basilika der Heiligen Johannes und Paulus beigesetzt und erhielt ein Denkmal von Lorenzo Bregno, eine ungewöhnliche Ehrung für einen Nicht-Venezianer. Im August 1512 bestätigte der Rat der Zehn seiner Frau und seinen Töchtern die Zuwendungen, die Dionigi zuvor erhalten hatte, nämlich ein Haus in Padua und ein jährliches Einkommen von 2000 Dukaten.
Er war einer der mutigsten Hauptmänner seiner Zeit (wenn auch verräterisch und undankbar gegenüber seinen Freunden) und gilt noch heute zusammen mit seinem Cousin Vincenzo als einer der fähigsten Reformer der venezianischen Infanterie, die er gegenüber der Kavallerie erheblich weiterentwickelte.

Zu einer Zeit, als die Armeen noch nicht mit richtigen Uniformen ausgestattet waren, stattete Dionigi die Truppen von Brisighella mit einer eigenen Uniform aus, die aus einem halb weißen, halb roten Waffenrock bestand.